# The Man Who Could Cheat Death
The Man Who Could Cheat Death este un film SF britanic din 1959 regizat de Terence Fisher. În rolurile principale joacă actorii Anton Diffring, Christopher Lee. Se bazează pe piesa de teatru The Man in Half Moon Street și este o refacere a filmului din 1945.

## Actori
- Anton Diffring este Dr. Georges Bonnet
- Hazel Court este Janine Dubois
- Christopher Lee este Dr. Pierre Gerard
- Arnold Marlé este Prof. Ludwig Weiss
- Delphi Lawrence este Margo Phillipe
- Francis de Wolff este Insp. LeGris
- Gerda Larsen este fata de pe stradă
- Ronald Adam este Doctor